# 阿普斯利邸宅
阿普斯利邸宅（Apsley House），也稱倫敦第一號（Number One, London），是位於倫敦的一座别墅。阿普斯利邸宅位於海德公園角，海德公園的東南角。對面是一座繁忙的交通島。阿普斯利邸宅是一座一級保護建築。現在阿普斯利邸宅由英格蘭遺產委員會管理，是一座對公眾開放的博物館和美術館。不過第八代威靈頓公爵有時仍然會在這裡居住。阿普斯利邸宅又稱威靈頓博物館。阿普斯利邸宅有著倫敦第一號之稱，這是因為來自外地的遊客在通過騎士橋之後，阿普斯利邸宅會是他們看見的第一座建築物。

## 外部連結
- Apsley House and Park Lane （页面存档备份，存于）, Old and New London: Volume 4 (1878), pp. 359–375
- Page on English Heritage's website （页面存档备份，存于）
- Aerial photo and map （页面存档备份，存于） - Apsley House is marked "Wellington Museum".
- Historical Images of Apsley House